# Pseudarchaster pectinifer
Pseudarchaster pectinifer är en sjöstjärneart som beskrevs av Ludwig 1905. Pseudarchaster pectinifer ingår i släktet Pseudarchaster och familjen Pseudarchasteridae. Inga underarter finns listade i Catalogue of Life.